# Auxilium Pallacanestro Torino 1987-1988
La Auxilium nel 1987-1988, sponsorizzata S. Benedetto, ha giocato in Serie A1.

## Roster
|    | Naz.                                        | Ruolo | Sportivo            | Anno | Alt. | Peso | Note |
| -- | ------------------------------------------- | ----- | ------------------- | ---- | ---- | ---- | ---- |
|    | Italia (bandiera)                           |       | Andrea Bogliatto    |      |      |      |      |
|    | Stati Uniti (bandiera)                      | C     | Otis Howard         | 1956 | 201  | 100  |      |
|    | Stati Uniti (bandiera) · Messico (bandiera) | C     | Carlos Mina         | 1953 |      |      |      |
|    | Italia (bandiera)                           | P     | Mauro Procaccini    | 1961 | 178  | 72   |      |
|    | Stati Uniti (bandiera)                      | AG    | Dan Roundfield      | 1953 | 203  | 93   |      |
|    | Italia (bandiera)                           | G     | Paolo Scarnati      | 1965 | 196  |      |      |
| 4  | Italia (bandiera)                           | G     | Giampiero Savio     | 1959 | 195  | 96   |      |
| 5  | Italia (bandiera)                           | G     | Stefano Vidili      | 1968 | 188  | 83   |      |
| 9  | Italia (bandiera)                           | AC    | Davide Pessina      | 1968 | 206  | 109  | .    |
| 13 | Italia (bandiera)                           | AG    | Riccardo Morandotti | 1965 | 200  | 110  |      |
| 15 | Italia (bandiera)                           |       | Andrea Grossi       | 1969 |      |      |      |

## Risultati
- Serie A1:
- stagione regolare: 9ª classificata, eliminata ottavi play off
- Coppa Italia: sedicesimi